# أبرشية قيسارية
أبرشية قيسارية

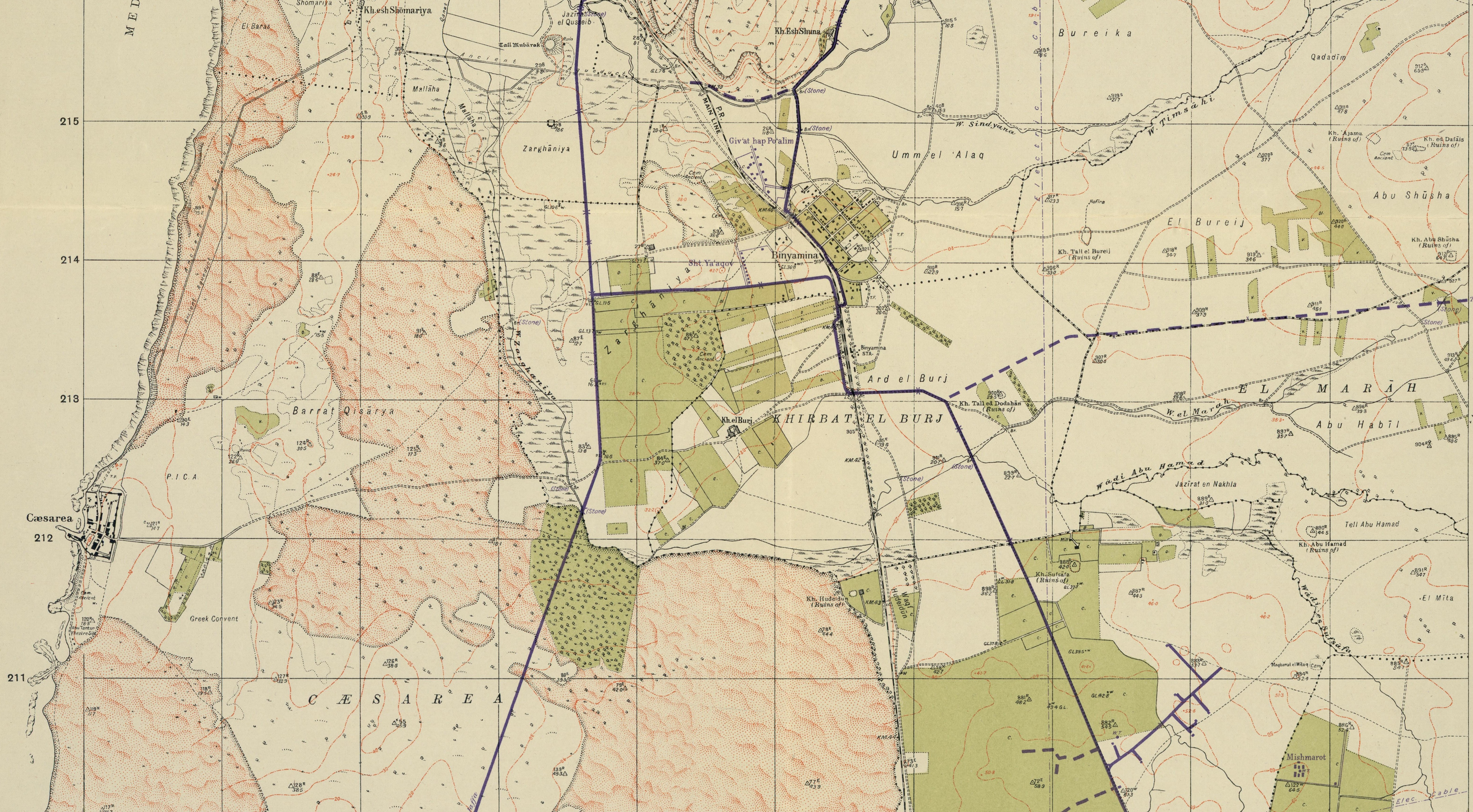
خريطة قيسارية عام 1942.

كانت أبرشية مسيحية كاثوليكية في الساحل الفلسطيني بفترة مملكة القدس الصليبية. تأسست الأبرشية مع غزو الصليبيين لقيسارية على أسس الأبرشيات القديمة للمجتمعات المسيحية المحلية. مع احتلال المماليك لمملكة القدس عام 1291، لم تعد الأبرشية موجودة كوحدة إدارية مستقلة، لكن لقب رئيس أساقفة قيسارية استمر في التسلسل الهرمي الكاثوليكي باعتباره لقب شرف.

## خلفية
وفقًا للموسوعة الكاثوليكية (1911)، وعدة وثائق للأبرشية تعود إلى القرن الثاني تأسست الأبرشية على أسس المجتمعات المسيحية الأولى وأنشأها القديس بطرس.[1] خلال الفترة البيزنطية، كانت قيْصرية عاصمة فلسطين بريما ومركزًا مسيحيًا مهمًا. كما عاش بها آباء الكنيسة أوريجانوس (الذي كتب وهو في المدينة كتاب "Hexapela" - ترجمة الكتاب المقدس إلى اليونانية في خمسة إصدارات، عام 232 م)، ويوسابيوس (الذي كتب في المدينة كتابه "Onomasticon" - قائمة من أسماء القرى والبلدات في مناطق جغرافية محددة منها فلسطين، إلى جانب تاريخ الكنيسة). للمدينة أهمية كبيرة في نظر المسيحيين، لأنه وفقًا للتقاليد المسيحية تحوّل فيها الوثني الأول الولي كورنيليوس إلى المسيحية.
أدى تفكك الإمبراطورية البيزنطية إلى سلسلة من الصدمات والاضطرابات التي شعرت بها أساقفة قيسارية أيضًا، ومع تراجع سلطة الحكومة المركزية، ازدادت أهمية المراكز الإدارية المحلية. مع الإحتلال الفارسي لبلاد الشام (فلسطين) في القرن السابع، حدث انخفاض حاد في عدد السكان المسيحيين في منطقة نفوذ الأساقفة. في القرن التاسع، مع ضعف الحكومة المركزية، أصبحت الأسقفية مركزًا مسيحيًا مهمًا ومركزًا للحجاج المسيحيين من أوروبا إلى الأراضي المقدسة. في القرن العاشر عاد نفوذ بيزنطة إلى الأرض المقدسة وتناقصت أهمية أبرشية قيسارية، وخضعت لبطريرك القسطنطينية. بعد انشقاق الكنيسة المسيحية عام 1054م، كانت الأسقفية تنتمي إلى المسيحية الأرثوذكسية اليونانية وكانت تابعة لبطريرك أنطاكية.

## الفترة الصليبيّة

### احتلال قيسارية
خلال الفترة الصليبية - بداية القرن الثاني عشر، لم يتبق سوى عدد قليل من بقايا هيروديان قيسارية والميناء القديم. كانت قيصرية العربية على ما يبدو مماثلة في الحجم لقيسارية الصليبية، التي تزين أطلالها شاطئ البحر اليوم. في عام 1101م، احتل الصليبيون المدينة في هجوم على الجدران في 17 مايو بعد حصار دام أسبوعين. ذُبح سكان المدينة الذين فروا إلى المسجد. ولم ينج من الموت سوى النساء والقاضي والمقر العسكري بالمدينة. نُهبت المدينة نفسها.
من بين الغنائم، وجد بحارة جنوة في أحد منازل المدينة أواني زجاجية خضراء. تم نقل الإناء إلى جنوة وتم تحديده على أنه الكأس المقدسة التي شرب منها يسوع في العشاء الأخير والتي جمع فيها يوسف دم يسوع بعد الصلب. يُعرف إناء Genoese السداسي بإسم sacro catino - بالعربية: الحوض المقدس. الذي يُزعم أنه كأس من الزمرد، ولكن في الواقع فإن المادة التي صنع منها الكأس هي زجاج مصري أخضر يبلغ قطره حوالي 37 سم.
تحول مسجد قيصرية إلى كاتدرائية مكرسة للقديس بطرس، وأعلنت المدينة أنها مركزًا لأبرشية قيسارية، وعلى رأسها وضع أسقف متروبوليت، مع زيادة عدد السكان المسيحيين في منطقة الساحل الفلسطيني، وقف عند رأس هرم من عشرة أساقفة لحق الاقتراع - أي أسقف تابع لرئيس أساقفة الأبرشية، بما في ذلك أسقف سبسطية. بعد معركة حطّين، دمرت القدس، وعملت أبرشية قيصرية كمركز ديني ومقر للبطريركية اللاتينية في القدس - أعلى سلطة دينية في الدولة الصليبية والتي كانت تُمنح أحيانًا لأبرشية صور في مرات عندما كانت قيسارية خارج اختصاص مملكة القدس.

### سقوط قيسارية
في عام 1265م، سقطت قيسارية في أيدي المماليك، ودُمرت المباني في المدينة تمامًا. منذ ذلك الحين أصبح لقب رئيس أساقفة قيسارية خاليًا من المضمون مُنح للأساقفة الفخريين من قبل البابا الجالس في روما.